# 弗里敦 (纽约州)
弗里敦（英語：Freetown）是美国纽约州科特兰县的一个镇，地处科特兰县东南部，同时位于科特兰市东南。2010年美国人口普查时，该镇有757人。1818年，弗里敦镇从辛辛纳图斯镇分出，正式建立。